# Kanice - lesní rybník
Kanice - lesní rybník este o arie protejată (arie specială de conservare — SAC, sit de importanță comunitară — SCI) din Republica Cehă întinsă pe o suprafață de 0,54 ha, integral pe uscat.

## Localizare
Centrul sitului Kanice - lesní rybník este situat la coordonatele 50°18′05″N 15°35′16″E / 50.301389°N 15.587778°E.

## Înființare
Situl Kanice - lesní rybník a fost declarat sit de importanță comunitară în aprilie 2005 pentru a proteja 1 specie de animale. Situl a fost protejat și ca arie specială de conservare în iulie 2012.

## Biodiversitate
Situată în ecoregiunea continentală, aria protejată nu include niciun habitat protejat.
La baza desemnării sitului se află o specie protejată de  amfibieni: triton cu creastă (Triturus cristatus).